# وایبر
وایبر (به انگلیسی: Viber) یک نرم‌افزار مالکیتی چندسکویی پیام‌رسان فوری صدا روی پروتکل اینترنت برای تلفن‌های هوشمند است که توسط شرکت وایبر توسعه داده شده است. علاوه بر پیام‌رسانی متنی، کاربران می‌توانند به تبادل تصاویر، ویدئو و پیام‌های رسانه‌ای بپردازند. نرم‌افزار وایبر برای مک اواس، اندروید، سیستم‌عامل بلک‌بری، آی‌اواس، سیمبیان، بادا، ویندوز فون و مایکروسافت ویندوز در دسترس قرار دارد. یک نگارش از نرم‌افزار برای لینوکس در حال توسعه است که در حال حاضر در مرحلهٔ آزمایشی عمومی قرار دارد. وایبر روی شبکه‌های نسل سوم شبکه تلفن همراه، پروژه مشارکتی نسل سوم شبکه تلفن همراه و وای‌فای کار می‌کند. جهت کار با نرم‌افزار روی یک سیستم‌عامل مبتنی بر دسکتاپ الزامی است نرم‌افزار وایبر را روی یک تلفن نصب داشته باشید. وایبر در ۷ مه ۲۰۱۳ به ۲۰۰ میلیون کاربر رسید.
وایبر توسط ۴ همکار اسرائیلی تأسیس شد: تلمن مارکو، ایگور مگزینیک، سانی مارولی و اوفر اسمچا. تلمن مارکو مدیرعامل شرکت است، که چهار سال در ارتش اسرائیل مشغول به کار بوده است و از دانشگاه تل‌آویو فارغ‌التحصیل شده است. در ۱۴ فوریه ۲۰۱۴ وایبر توسط شرکت چندملیتی ژاپنی راکوتن به قیمت ۹۰۰ میلیون دلار خریداری شد. پیش از فوریه ۲۰۱۴، بیشتر سهام این شرکت را یک خانواده اسرائیلی به نام شباتای (۵۵٫۲٪) و تلمن مارکو (۱۱٫۴٪) و نیز یک شرکت آمریکایی به نام IRS وست (۱۲٫۵٪) در اختیار داشته‌اند.
تلمن مارکو از پاسخ به سؤالات صریح دربارهٔ نقش خود در آینده شرکت تحت مدیریت راکوتن، امتناع کرد.

## تاریخچه
وایبر در ۲ دسامبر ۲۰۱۰ ابتدا برای آی‌فون، برای رقابت مستقیم با اسکایپ ارائه شد. یک نگارش پیش از انتشار برای اندروید در مه ۲۰۱۱ ظاهر شد اما محدود به ۵۰٫۰۰۰ کاربر بود؛ در ۱۹ ژوئیه ۲۰۱۲ یک نگارش محدود نشده منتشر شد. وایبر برای دستگاه‌های ویندوز فون و بلک‌بری در ۸ مه ۲۰۱۲ ارائه شد. با رسیدن به ۵۰ میلیون کاربر در ۲۴ ژوئیه ۲۰۱۲، پیام‌رسانی گروهی و موتورِ کیفیت صدای بالا به هر دو نرم‌افزارهای اندروید و آی‌فون اضافه شدند. از این نرم‌افزار برای سری‌های ۴۰ نوکیا، سیمبیان و سیستم‌عامل بادای سامسونگ نیز در همان روز خبر دادند. در ابتدا، قابلیت تماس صوتی فقط برای نرم‌افزارهای آی‌فون و اندروید در دسترس بود، با این وعده که تماس صوتی به نگارش‌های رسیدنیِ نرم‌افزارهای بادا، سیمبیان و ویندوز فون اضافه خواهد شد، اما هیچ اشاره‌ای به سیستم‌عامل بلک‌بری و سری ۴۰ نوکیا نشد. این محدودیت بنظر می‌رسد بخاطر هستهٔ بلک‌بری و سری ۴۰ نوکیا باشد که از نرم‌افزارهای صدا روی پروتکل اینترنت پشتیبانی آسانی نمی‌کند. همان‌طور که وعده داده شد، در ۲۲ سپتامبر ۲۰۱۲، تماس صوتی با کیفیت بالا و پیام‌رسانی گروهی برای ویندوز فون‌هایی که روی دستگاه‌های نوکیا نصب هستند، به عنوان بخشی از همکاری منحصر به فرد با نوکیا در دسترس قرار گرفت. وایبر همراه تماس صوتی به‌طور رسمی برای همهٔ دستگاه‌های ویندوز فون ۸ در ۲ آوریل ۲۰۱۳ منتشر شد. در اوت ۲۰۱۳، وایبر به عنوان یک نرم‌افزار آزمایشی عمومی برای لینوکس منتشر شد. در ابتدا، نگارش دودویی ۶۴ بیت برای دریافت در دسترس قرار گرفت. در ۱۳ فوریه ۲۰۱۳، راکوتن از خرید وایبر به قیمت ۹۰۰ میلیون دلار خبر داد.

## قابلیت‌ها و امکانات
قابلیت‌های اصلی این برنامه بر روی سیستم‌عامل‌های اندروید و آی او اس و ویندوزفون مکالمه به وسیلهٔ اینترنت، ارسال متن و عکس، شکلک و… است. این برنامه کاملاً رایگان در اختیار کاربران قرار گرفته است. برای ثبت نام در این برنامه باید شماره تلفن همراه شخص به آن اعلام شود و توسط یک پیام کوتاه، کد ورود به برنامه به کاربر اعلام می‌شود. همچنین کاربران می‌توانند توسط همان تلفن همراه برنامه را بر روی رایانه شخصی یا تبلت خود نصب کنند و به صورت اشتراکی از این برنامه در همگی آن‌ها استفاده کنند. وایبر با استفاده از دفترچه تلفن موجود در تلفن همراه سایر افرادی که نرم‌افزار فوق را نصب کرده و در دفترچه تلفن قرار دارند را شناسایی کرده و آن‌ها را در لیست دوستان در نرم‌افزار فوق قرار می‌دهد. نسخه جدید این نرم‌افزار اجازه اضافه کردن شکلک‌های جدیدی را نیز به کاربرانش می‌دهد. برخی از این شکلک‌ها با پرداخت هزینه قابل دریافت و برخی نیز رایگان هستند.

## رگولاتور امنیتی
در ۴ نوامبر ۲۰۱۴، وایبر ۱ از ۷ امتیاز را در «کارت امتیاز پیام امن» بنیاد الکترونیک مرزی به دست آورد. وایبر در حین حمل و نقل یک امتیاز برای رمزگذاری دریافت کرد اما نقاط را از دست داد زیرا ارتباطات با کلیدهایی که ارائه دهنده به آنها دسترسی نداشت رمزگذاری نمی‌شد (یعنی ارتباطات رمزگذاری شده سرتاسری نبودند)، کاربران نمی‌توانستند هویت مخاطبین و پیام‌های گذشته را تأیید کنند. اگر کلیدهای رمزگذاری به سرقت رفته بودند، امن نبودند (یعنی سرویس محرمانه ارائه نمی‌کرد)، کد برای بررسی مستقل باز نبود (یعنی کد منبع باز نبود)، طراحی امنیتی به درستی مستند نشده بود، و یک ممیزی امنیتی مستقل اخیر نبوده است. در ۱۴ نوامبر ۲۰۱۴، EFF امتیاز وایبر را پس از دریافت ممیزی امنیتی خارجی از مرکز امنیتی پیشرفته Ernst & Young به ۲ از ۷ تغییر داد.
در ۱۹ آوریل ۲۰۱۶، با اعلام نسخه ۶٫۰ وایبر، راکوتن رمزگذاری پایان به انتها را به سرویس خود اضافه کرد، اما فقط برای مکالمات یک به یک و گروهی که در آن همه شرکت‌کنندگان از آخرین نسخه وایبر استفاده می‌کنند. Android, iOS, Windows (Win32) یا Windows 10 (UWP).[43][44] این شرکت گفت که پروتکل رمزگذاری فقط به صورت داخلی ممیزی شده است، و قول داد که ممیزی‌های خارجی را «در هفته‌های آینده» انجام دهد.[۴۵] در ماه مه ۲۰۱۶، وایبر یک نمای کلی از پروتکل رمزگذاری خود را منتشر کرد و گفت که این یک پیاده‌سازی سفارشی است که «از همان مفاهیم» پروتکل سیگنال استفاده می‌کند.

## زبان‌ها و بومی‌سازی
وایبر در حال حاضر در ۳۰ زبان در دسترس قرار دارد: فارسی، انگلیسی، عبری، آلبانیایی، چینی سنتی، چینی ساده‌شده، فرانسوی، آلمانی، ایتالیایی، یونانی، ژاپنی، کره‌ای، نپالی، پرتغالی، اردو، اسپانیایی، سوئدی، روسی و اوکراینی.

## شرکت
وایبر مدیا شرکتی در لاس‌وگاس می‌باشد که در قبرس به ثبت رسیده است و مراکز توسعه آن در بلاروس و اسرائیل قرار دارند. این شرکت را تلمن مارکو و ایگور مگزینیک، که دوستان یکدیگر در هنگام کار در نیروهای دفاعی اسرائیل بوده‌اند تأسیس کردند. این شرکت در اسرائیل اداره می‌شود، و البته بسیاری از تولید و توسعه آن به‌خاطر کمتر بودن هزینهٔ نیروی کار در بلاروس، در این کشور انجام شده است.
مدل چرخه سرمایه شرکت نامعلوم است؛ این شرکت هیچ درآمدزایی ای ندارد، اما در سال ۲۰۱۳ اعلام کرد اقدام به فروش شکلک در نرم‌افزار خود می‌کند. تأمین سرمایه این شرکت توسط سرمایه‌گذاران شخصی است، که تلمن مارکو آن‌ها را «دوستان و خانواده» نامیده است. تا ۲۰۱۳، در این شرکت ۲۰ میلیون دلار سرمایه‌گذاری شده است.

## مشکلات حریم خصوصی
نرم‌افزار وایبر به خاطر محافظت ضعیف از داده‌ها مورد انتقاد قرار گرفته است. وایبر داده‌ها را به‌طور گسترده جمع‌آوری می‌کند که بسیار بیشتر از مقدار دیگر نرم‌افزارهای مشابه (مانند اسکایپ) است؛ هم اطلاعات کاربران سرویس اسکایپ و هم غیر کاربران این سرویس (مانند اطلاعات شماره تلفن‌های گوشی کاربر، بیرون از وایبر). بسیاری از این داده‌ها بدون رضایت و اطلاع کاربران جمع‌آوری می‌شود، که «قوانین محافظت از داده» اتحادیه اروپا را نقض می‌کند. همچنین شرکت وایبر مشخص نکرده است که چه هنگام و برای چه مقاصدی از داده‌های جمع‌آوری‌شده‌استفاده می‌کند، و این داده‌ها در اختیار چه کسانی قرار می‌گیرند.
نرم‌افزار وایبر همه اطلاعات موجود در دفتر تلفن را استخراج می‌کند، و بر روی سرورهای وایبر قرار می‌دهد. برای نمونه وایبر هنگام نصب درخواست می‌کند که به نرم‌افزار توانایی‌های گسترده شامل تغییر پرونده‌های روی دستگاه داده شود. آنچه موجب افزایش بدگمانی به این نرم‌افزار شده است، این است که سازنده نرم‌افزار چندین سال در ارتش اسرائیل خدمت کرده است. به علاوه مالک شرکت از افشا کردن منابع مالی شرکت و روش درآمدزایی آن امتناع کرده بود.

### مسئله شنود و جاسوسی
اخبار و گزارش‌هایی وجود دارد که نرم‌افزار به شماره تلفن‌ها، پیامک‌ها، شماره‌های تماس‌گرفتهٔ کاربر، حتی آنهایی که جزء نرم‌افزار نیستند، دسترسی پیدا می‌کند، و توانایی این را دارد که موقعیت جغرافیایی کاربران را تشخیص دهد، و به صوت‌ها، عکس‌ها و فیلم‌های ضبط‌شدهٔ کاربر دسترسی پیدا کند. وایبر همچنین قادر است همه پرونده‌های روی گوشی تلفن، و حتی تنظیمات کاربر و برنامه‌های نصب شده او را ببیند.

### چالش در کشورهای اسلامی
نگرانی‌ها در مورد خاستگاه اسرائیلی این نرم‌افزار توسط بسیاری از وبلاگ‌نویسان در دنیای عرب مطرح شده‌بود، با این باور که احتمال دارد در جاسوسی دخالت داشته باشد زیرا وایبر اطلاعات ضروری کاربران را جمع‌آوری می‌کند. این نگرانی‌ها بعداً توسط وبگاه خبری العربیه شدت گرفت، که به تلمن مارکو اشاره می‌کند برای ارتش اسرائیل خدمت می‌کند و تأسیسات توسعهٔ وایبر در اسرائیل قرار دارد. بعدها، در مصاحبهٔ گاردین با تلمن مارکو، او تأیید کرد وایبر تماماً توسط چیزی که خودش از آن به عنوان «دوستان و خانواده» یاد می‌کند تأمین مالی می‌شود.
ما هرگز یک دلار هم از دولت اسرائیل نگرفتیم، ما حتی در اسرائیل ثبت نشدیم. ما یک مرکز توسعه و تحقیق را در اسرائیل داریم و همه‌اش همین است.

### هک
در ۲۴ ژوئیه ۲۰۱۳ به پشتیبان سیستم وایبر توسط ارتش الکترونیک سوریه آسیب وارد شد. به گفتهٔ وایبر هیچگونه اطلاعات حساس کاربران در این میان در دسترس قرار نگرفتند.

## از دسترس خارج شدن وایبر
- مسئولان مصری معتقدند به دلیل «ریشه‌های اسرائیلی» نرم‌افزار، توسط آن به تلاش‌های جاسوسی اسرائیلی کمک می‌شود. ارتش مصر هر گونه استفاده از این نرم‌افزار را توسط نیروهای نظامی و خانواده‌شان قدغن نموده است.
- در دسامبر ۲۰۱۲، وزارت ارتباطات لبنان برنامه وایبر را در همگی شبکه‌های تلفن همراه و DSL کشور مسدود کرد، چرا که این برنامه اسرائیلی است.
- در ۵ ژوئن ۲۰۱۳ کمیسیون ارتباطات و فناوری اطلاعات عربستان سعودی اقدام به مسدودسازی برنامه وایبر کرد، زیرا با قوانین و مقررات تنظیمی عربستان مطابقت ندارد. در ۹ مه ۲۰۱۳ رئیس شرکت وایبر اعلام کرد محدودیت‌های شرکت ارتباطات عربستان را دور خواهد زد، و کاربران عربستانی خواهند توانست بدون موافقت کمیسیون ارتباطات و فناوری اطلاعات عربستان از برنامه وایبر استفاده کنند.
- عصر ایران اعلام کرد، طبق گزارش‌های غیررسمی رسیده، وایبر در شامگاه ۲۴ اردیبهشت ۱۳۹۳ از دسترس برخی کاربران ایران خارج شد. پیشتر این خبر در رسانه‌ها به نقل از دبیر کارگروه تعیین مصادیق محتوای مجرمانه انتشار یافته بود، فیلتر شدن نرم‌افزارهای تانگو نرم‌افزار، وایبر، واتس‌اپ و کوکو در دستور این گروه هنوز از دستور بررسی خارج نشده است.[۳۷] در حال حاضر وایبر در ایران در دسترس است.
- پایگاه اطلاع‌رسانی و خبری جماران به نقل از تسنیم اعلام کرد، سردار اسماعیل احمدی مقدم فرمانده ناجا با مجرمانه خواندن اقدام برخی افراد در توهین به امام خمینی در شبکه‌های اجتماعی تلفن همراه گفت:

ما با کسانی که حدود آزادی را رعایت نکنند و از قوانین کشور تخطی کنند، به عنوان یک مجرم و متخلف برخورد خواهیم کرد.
در واکنش به اقدام هتاکانه برخی هنجارشکنان در فضای مجازی و شبکه‌های اجتماعی تلفن همراه و ایجاد صفحات توهین آمیز به امام خمینی و ادعای برخی که عنوان می‌کنند برای برخورد با این موضوع باید اقدام به فیلتر کردن این شبکه‌های اجتماعی کرد، اظهار داشت:
این که در حال حاضر خیابان‌های ما باز است و آزادی در کشورمان وجود دارد، دلیل نمی‌شود راننده‌ای با هر سرعت دلخواهی در خیابان‌های شهر براند؛ لذا این اقدامات توهین‌آمیز یک جرم است.
به گزارش جماران، همچنین صادق زیباکلام تحلیلگر مسائل فرهنگی و سیاسی معتقد است که پیامک‌های جسارت‌آمیز به بزرگان نظام ایران که‌از طریق شبکهٔ وایبر دست به دست می‌شوند، ممکن است از جانب کسانی باشد که با انگیزه‌هایی مشخص قصد فیلتر کردن این شبکه اجتماعی را دارند. او همچنین گفت، که از این موضوع استفاده شده تا به وسیلهٔ آن، از اینترنت پرسرعت جلوگیری شده و شبکه‌های اجتماعی فیلتر شوند.

## در ایران
بنابر اظهارات علی جنتی در بهمن ۱۳۹۳، وزیر فرهنگ و ارشاد اسلامی دولت یازدهم، بیش از ۱۰ میلیون ایرانی عضو این پیام رسان می‌باشند. بنا به گزارش الکسا اینترنت، کاربران داخل ایران دارای بزرگ‌ترین درصد بازدید کنندگان از شبکه وایبر دات کام است و ایرانی‌ها بیش از ۱۷ در صد از کاربران این شبکه را تشکیل می‌دهند. شبکه رایگان وایبر با توجه به اشتهای سیری ناپذیر کاربران ایرانی به طنز، به صورت وسیله‌ای برای رد و بدل کردن تازه‌ترین جوک‌ها درآمده است. از دولت حسن روحانی بارها خواسته شده است که شبکه‌هایی نظیر وایبر و واتس آپ را مسدود کند اما محمود واعظی، وزیر ارتباطات و فناوری اطلاعات خودداری کرد.

## مدل درآمدی وایبر
یکی از موضوعاتی که همواره ذهن مصرف‌کنندگان این گونه از شبکه‌های پیام‌رسان را مشغول نموده است، مدل درآمدی این اپلیکیشنها است. بسیاری از این اپلیکیشنها در سال‌های ابتدایی راه‌اندازی خود مدل درآمدی خاصی ندارند یا حتی آن‌ها را پیاده‌سازی نمی‌کنند، زیرا باید در ابتدا کاربران را به استفاده از سرویس خود ترغیب کنند و پس از این مرحله شروع به تجاری‌سازی سرویس خود با روش‌های مستقیم و غیرمستقیم کنند. آبونمان، تبلیغات، استیکر و آنالیز بیگ دیتا، از جمله مهم‌ترین شیوه‌های درآمدزایی در این اپلیکیشن‌ها است.